# Marcel De Doncker
Marcel De Doncker (Relegem, 1930) is een Belgisch voormalig bankier.

## Levensloop
Marcel De Doncker liep school aan het college in Jette, maar behaalde zijn diploma via de middenjury. Hij studeerde vervolgens aan de Economische Hogeschool Sint-Aloysius in Brussel. Hij ging bij de studiedienst van de ASLK aan de slag en combineerde dit met een doctoraat in de economie aan de Katholieke Universiteit Leuven. Hij werd in 1992 voorzitter van het directiecomité van de ASLK-Bank. Hij volgde in deze hoedanigheid Paul Henrion op, die tijdelijk de opvolger van Luc Aerts was. Een jaar later werd hij gedelegeerd bestuurder van de ASLK-Holding in opvolging van Herman Verwilst, die hem verving als voorzitter van het directiecomité van de ASLK-Bank. In 1998 ging ASLK volledig in Fortis op.
Hij was nauw betrokken bij het verenigingsleven in zijn woonplaats Wemmel. Zo was hij voorzitter van de lokale afdeling van het Davidsfonds en van 1977 tot 2000 van de Nederlandse Kulturele Raad Wemmel, later de cultuurraad. Ook publiceerde hij verschillende boeken over de geschiedenis van Wemmel.